# GB News
GB News – brytyjska telewizja informacyjna, talk radio i informacyjny portal internetowy.

## Charakterystyka
Jest pierwszą  powstałą po 1989 roku (kiedy powstało Sky News), ogólnokrajową telewizją informacyjną i drugą w historii Wielkiej Brytanii finansowaną bez zaangażowania środków publicznych. Financial Times określił jej linię programową jako „prawicową”. The Guardian porównał stację do amerykańskiego Fox News Channel. GB News zatrudnia również obecnych i byłych polityków Partii Konserwatywnej. Co było już przedmiotem interwencji Ofcomu, który stwierdził naruszenie przez stację brytyjskiego Kodeksu Nadawczego w punktach które stanowią, że polityk nie może być prowadzącym wiadomości, dziennikarzem ani przeprowadzającym wywiad. Telewizja rozpoczęła nadawanie 13 czerwca 2021, dostępna jest free-to-air, przez stronę internetową, prowadzi również całodobowy stream na You Tube. Radio GB News jest dostępne naziemnie (DAB+), przez internet, w tym przez platformę TuneIn (w bezpłatnej wersji). Stacja prowadzi również dostępny bez paywalla internetowy portal informacyjny. GB News jest własnością brytyjskiego menedżera funduszów hedgingowych Paula Marshalla i zarejestrowanej w Dubaju firmy Legatum (przez All Perspectives Ltd). Stacja uzyskała rekordową oglądalność w lutym 2024 podczas konwencji Partii Konserwatywnej, którą prowadził premier Wielkiej Brytanii Rishi Sunak. Transmisję oglądało 184 tysięcy widzów co uplasowało wtedy GB News przed BBC News i Sky News. Jednak zwykle GB News jest trzecią z najchętniej wybieranych spośród telewizyjnych kanałów informacyjnych (za BBC i Sky ale przed nadawanym w streamingu Talk TV). Z badania z kwietnia 2024, przeprowadzonego przez firmę badawczą Redfield & Wilton Strategies, GB News oglądali głównie mężczyźni (62% wobec 38% kobiet). W podziale na grupy wiekowe zebrane wówczas dane pokazują, że 47% osób, które deklarowało regularne oglądanie GB News, to osoby w wieku 55–64 lat (21%) lub powyżej 65 lat (26%), podczas gdy 9% osób regularnie oglądających ten kanał to osoby w wieku 18–24 lat. Największą oglądalność stacja odnotowała w aglomeracji londyńskiej (16%) i w pasie regionów: South East (12%), West Midlands (14%), North West (15%), a najniższą w Szkocji (4%). Wśród odbiorców w 2024 roku dominowali wyborcy Reform UK i Partii Konserwatywnej. 63% widzów GB News zadeklarowało się wtedy jako zwolennicy „brexitu” podczas referendum z 2016 roku. W sprawozdaniu dla Companies House, stacja odnotowała że w roku podatkowym kończącym się w maju 2023 miała 2,7 miliona odbiorców miesięcznie, co stanowi wzrost o 17,8% w porównaniu z rokiem poprzednim.